# Kapten Hector Barbossa

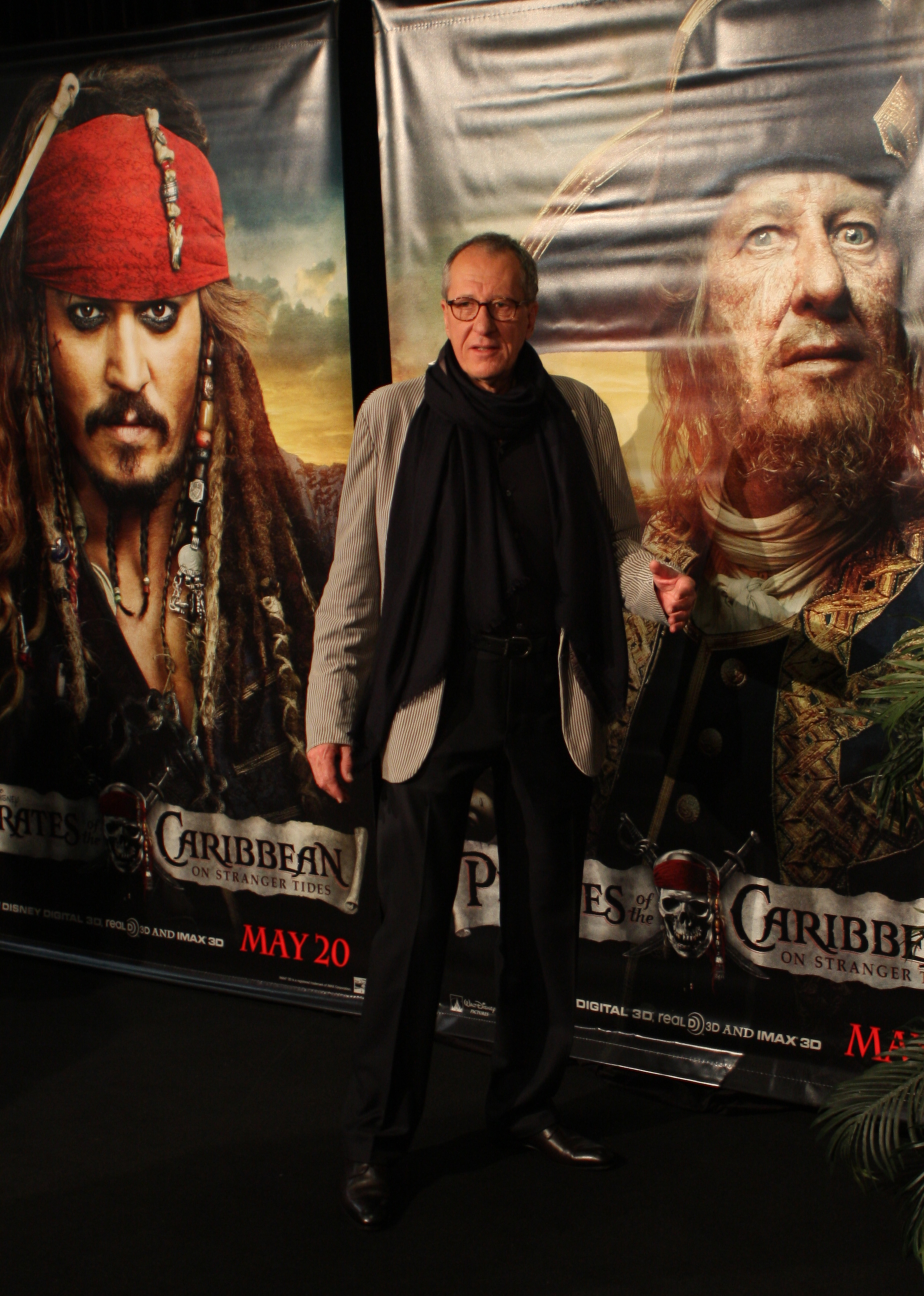
Geoffrey Rush och Barbossa på affischen till höger.

Kapten Hector Barbossa (Captain Barbossa) är en av piratkaptenerna i filmerna om Pirates of the Caribbean. 
Han deltar i alla fem filmerna, dock bara några sekunder i slutet av del två. Hans besättning bor på skeppet Svarta Pärlan (The Black Pearl) och är i del ett terroriserade av en förbannelse som gör att de inte kan dö och att de förvandlas till skelett när de går ut i månljus. I del tre är han kaptenen som ska försöka hitta sin tidigare fiende från ettan, Jack Sparrow. 
I filmerna spelas Barbossa av den australiska skådespelaren Geoffrey Rush. Barbossas namn är inspirerat av den verkliga piraten Khair ed-Din, kallad Barbarossa.